# GVO Oldenburg
GVO Oldenburg (offiziell: Glück auf-Victoria-OTI Oldenburg e. V.) ist ein Sportverein aus dem Oldenburger Stadtteil Osternburg.

## Geschichte
Der Verein GVO Oldenburg wurde 1995 gegründet. Ein Jahr später gingen die drei Stammvereine TV Glück auf Oldenburg (gegründet 1894), Victoria Oldenburg (gegründet 1921) und Oldenburger Tennisinitiative (gegründet 1984) in dem neuen Verein auf. Da der TV Glück auf und die Victoria Probleme mit ihren jeweiligen Fußballplätzen und die Oldenburger Tennisinitiative Probleme mit ihrer Tennisanlage hatten, erklärte sich die Stadt Oldenburg bereit, im Südosten Osternburgs einen Sportpark für die drei Vereine zu errichten. Die drei Vereine nutzten diese Gelegenheit für den Zusammenschluss und wählten die Anfangsbuchstaben der drei Vereine für den Namen des neuen Vereins.
Das Sportangebot des Vereins GVO Oldenburg umfasst Badminton, Basketball, Billard, Darts, Fußball, Hockey, Tanzen, Tennis, Tischtennis sowie Turnen & Gymnastik. Früher gab es noch die Abteilung  American Football (Oldenburg Outlaws bzw. Oldenburg Coyotes).

## Billard
Im Poolbillard stieg die Mannschaft des GVO 2014 erstmals in die 2. Bundesliga Nord auf, verpasste aber den Klassenerhalt. 2017 gelang der erneute Aufstieg, dem in der Saison 2018/19 der größte Erfolg der Oldenburger folgte. Zwar blieb die Mannschaft im Saisonverlauf ungeschlagen, jedoch reichte dies nur zur Vizemeisterschaft mit einem Punkt Rückstand auf den 1. PBC Neuwerk. Bei den Deutschen Poolbillard-Meisterschaften gewann Gregor Hermann 2014 Bronze im 8-Ball und ein Jahr später Bronze im 10-Ball.

## Fußball

### TV Glück auf Oldenburg
Die Fußballer des TV Glück auf schafften im Jahre 1965 den Aufstieg in die Bezirksklasse und erreichten auf Anhieb Platz drei. 1972 schaffte die Mannschaft erst nach einem 2:1-Sieg im Entscheidungsspiel gegen den ESV Wilhelmshaven im neutralen Obenstrohe den Klassenerhalt. Bei der Ligareform von 1979 hatten die Oldenburger Pech. Zwar erreichte die Mannschaft mit Rang vier die zweitbeste Platzierung seit dem Aufstieg, verpasste aber die Qualifikation für die Bezirksliga. Zwei Jahre später ging es wieder runter in die Kreisliga. Dort wurde Glück auf 1987 Vizemeister hinter dem SV Tungeln, scheiterte aber in der Aufstiegsrunde am TV Jahn Delmenhorst. Ein Jahr später schafften die Oldenburger dann den Aufstieg in die Bezirksklasse, die bis 1993 gehalten werden konnte. Zwar gelang der direkte Wiederaufstieg, dem 1995 der erneute Abstieg in die Kreisliga folgte.

### Victoria Oldenburg
Victorias Fußballer spielten in der Saison 1943/44 in der seinerzeit erstklassigen Gauliga Weser-Ems. 1949 gelang die Qualifikation für die Amateuroberliga Niedersachsen, seinerzeit die höchste Amateurliga Niedersachsens. Größter Erfolg war der zweite Platz in der Saison 1956/57 hinter dem VfB Oldenburg. Eine 2:4-Niederlage im Qualifikationsspiel gegen den VfB Peine im neutralen Verden verhinderte die Teilnahme an der Aufstiegsrunde zur erstklassigen Oberliga Nord. Anschließend rutschte die Mannschaft ins Mittelmaß zurück und mussten 1963 nach Entscheidungsspielen gegen Kickers Emden absteigen. Anschließend rutschte die Victoria in die Kreisliga hinab.

### Nach der Fusion
Unter dem Namen GVO Oldenburg starteten die Fußballer in der Kreisliga und schafften 1998 den Aufstieg in die Bezirksklasse. Dort wurden die Oldenburger zunächst dreimal in Folge Dritter, ehe 2002 der Aufstieg in die Bezirksliga gelang. Zwei Jahre später schafften die GVO-Fußballer dann den Aufstieg in die Landesliga Weser/Ems. Im Jahre 2009 zog der Verein die Mannschaft zurück und spielte in der Kreisliga weiter, bevor es zwei Jahre später runter in die 1. Kreisklasse ging. Der direkte Wiederaufstieg gelang und 2014 stieg GVO in die Bezirksliga auf. In den Jahren 2019 und 2024 wurden die Oldenburger dort jeweils Vizemeister hinter dem VfL Wittekind Wildeshausen.

## Persönlichkeiten
- Florent Baloki-Milandou (1971–2007)
- Kai Dittmer (* 1974)
- Edin Nuredinovski (* 1982)
- Ralf Voigt (* 1964)